# Corrupção na Gâmbia
Corrupção na Gâmbia é uma luta complexa caracterizada tanto por uma história de práticas enraizadas quanto por iniciativas de reforma em evolução. Isso é evidente na sucessão de lideranças iniciando com Dawda Jawara, considerado o pai da nação. Seu sucessor, Yahya Jammeh, enraizou a corrupção nas instituições estatais. Desde 2017, a administração de Adama Barrow tem empreendido esforços visíveis para desmantelar os sistemas de corrupção.

## História
Após a independência de Gâmbia em 1965, o país teve três presidentes, dos quais dois foram citados por suas contribuições para um legado de corrupção profundamente enraizado nas instituições estatais. O primeiro foi Dawda Jawara, reconhecido por liderar seu país rumo à independência. Apesar de ser creditado por seu compromisso com os direitos humanos, a democracia e o Estado de direito, Jawara enfrentou acusações de corrupção. Particularmente, sua administração foi criticada pelas práticas de nepotismo e favoritismo. Essas práticas enfraqueceram as instituições estatais, pois os funcionários civis e autoridades públicas nomeadas passaram a adotar práticas corruptas, como o desvio de verbas, para manterem seus cargos.
Jawara foi culpado por sua incapacidade de combater a corrupção. Na década de 1970, por exemplo, a corrupção tornou-se generalizada devido ao aumento de oportunidades para práticas corruptas durante a expansão do setor público com o Primeiro Plano Quinquenal de Desenvolvimento Econômico e Social. Embora Jawara condenasse publicamente a corrupção e alguns funcionários fossem implicados, a ausência de processos e punições consistentes fomentou um ambiente de impunidade. Após cinco reeleições, Jawara foi finalmente deposto por um golpe militar em 1994, encerrando seu longo mandato e abrindo caminho para o regime ditatorial de Yahya Jammeh, que acabaria superando a era Jawara em escala e gravidade da corrupção.
Jammeh governou a Gâmbia através de uma ditadura notória por abusos dos direitos humanos, como desaparecimentos forçados, execuções extrajudiciais e detenções arbitrárias. O regime fomentou um clima de medo, suprimiu dissidências e aprovou leis que enfraqueciam o judiciário. Isso criou uma cultura de corrupção mantida por Jammeh e seus aliados. Seus indicados para cargos importantes nas instituições estatais permitiram que ele desviasse dinheiro de seus respectivos departamentos. Relatórios revelaram que o dinheiro não sacado foi desviado para contas bancárias de Jammeh (incluindo contas falsas criadas no banco central), seus funcionários, empresas beneficiadas com contratos governamentais lucrativos e empresas de fachada estrangeiras.
Após sua deposição e exílio, foi criada uma comissão da verdade e reconciliação para investigar alegações de abusos de direitos. Ela revelou a extensão da corrupção e brutalidade cometidas durante os 22 anos de governo de Jammeh. Após quase dois anos de investigação, foi revelado que ele roubou cerca de 362 milhões de dólares dos cofres do Estado. Um relatório investigativo do Organized Crime and Corruption Reporting Project (OCCRP) estimou o valor desviado em quase 1 bilhão de dólares. O relatório da comissão detalhou o roubo de 281 propriedades territoriais na Gâmbia e a posse de ativos no exterior, como uma residência nos Estados Unidos. A comissão identificou que os bens de Jammeh em Kanilai, sua vila natal, valiam ao menos 28,2 milhões de dólares. Ele também possuía veículos de luxo, incluindo aviões e uma frota de Rolls Royce com seu nome bordado nos encostos de cabeça. Jammeh teria roubado dinheiro do banco central, da agência nacional de telecomunicações e de outras instituições estatais.
O medo de rebelião levou Jammeh a favorecer a etnia Jola. Embora constituíssem uma minoria da população gambiana, os membros dessa etnia exerciam controle total sobre a vida e a política durante o regime militar. Membros da etnia Jola foram nomeados para cargos de significativa autoridade, com poderes sem precedentes, e se envolveram em práticas corruptas em um sistema marcado pela impunidade. Jammeh descartou as acusações de corrupção contra ele como mera caça às bruxas
Após a fuga de seu antecessor da Gâmbia, Adama Barrow tornou-se presidente em 2017. Inicialmente, ele foi visto como um reformista, conduzindo seu país a reformas democráticas e à transparência. Medidas importantes foram adotadas, como a criação de mecanismos de justiça de transição e a aprovação da Lei de Acesso à Informação. Em 2020, o país obteve 37 de 100 pontos no Índice de Percepção da Corrupção da Transparência Internacional, uma melhora significativa em relação à pontuação de 26 de 100 registrada em 2016.
A corrupção, no entanto, ainda persiste sob o governo de Barrow. Isso é evidente em escândalos como o da resposta da Gâmbia à COVID-19, onde milhões de fundos desapareceram ou foram mal utilizados. Foi relatado que, dos 10 milhões de dólares do fundo emergencial alocado para a resposta à pandemia, apenas 3 milhões haviam sido gastos, e as despesas eram dominadas por pagamentos a veículos e hotéis, enquanto os centros de tratamento e isolamento estavam em condições precárias.

## Fatores culturais
Diz-se que a corrupção também está relacionada a uma norma social na Gâmbia chamada maslaha. Este é um conceito relacionado ao bem comum que leva os gambianos comuns a ignorar e perdoar casos de corrupção. Enraizado na jurisprudência islâmica que visa promover o bem-estar da comunidade, é constantemente explorado por autoridades governamentais para legitimar suas ações, levando a uma falha sistêmica na capacidade do governo de instituir medidas significativas de reforma anticorrupção. Práticas corruptas são tidas como toleradas por causa dessa atitude, e ela impulsiona todas as transações, comerciais e não comerciais, desde que envolvam a prestação de um serviço a outra parte. Outro fator cultural que agrava a corrupção e o subdesenvolvimento é o conceito de sistema familiar estendido, que cria um sistema de dependência da maioria em relação a poucos.

## Impacto
O impacto da corrupção na Gâmbia é significativo. O país está pagando uma dívida que alcançou 130 por cento de seu produto interno bruto em 2018. O sistema cooptado por regimes anteriores corruptos também foi deixado enfraquecido, contribuindo para ineficiências na prestação de serviços públicos. A corrupção generalizada ainda persiste. Isso continua a prejudicar o desenvolvimento econômico e a afastar investimentos estrangeiros, já que empresas são desencorajadas pelos altos riscos associados às práticas corruptas ao lidar com o governo. Quando milhões de dalasis desapareceram na Autoridade Portuária da Gâmbia durante o escândalo da GPA, o problema não foi tratado, apesar do clamor por responsabilidade. Além de seu impacto na saúde pública, a incapacidade de resolver o problema contribuiu para a erosão da confiança pública. Outro exemplo é o caso da suposta má gestão financeira na Companhia Nacional de Água e Eletricidade, que contribui para o agravamento da crise energética no país.